# Robotok (film, 2005)
A Robotok (eredeti cím: Robots) 2005-ben bemutatott amerikai 3D-s számítógépes animációs vígjáték, melynek a Blue Sky Studios (a Jégkorszak három részének alkotói) készítésében és a 20th Century Fox forgalmazásában jelent meg. A forgatókönyvet David Lindsay-Abaire, Lowell Ganz és Babaloo Mandel, az animációs filmet Chris Wedge rendezte, a zenéjét Ian Ball és John Powell szerezte.
Az Amerikai Egyesült Államokban 2005. március 11-én, Magyarországon március 24-én mutatták be. A DVD-premierre ugyanezen év szeptemberében került sor.

## Történet
A film egy olyan világban játszódik, amit kizárólag robotok népesítenek be, és a fiatal zseni, Rodney kalandjait követi nyomon, aki a kis Rivet Townban él. Álma, hogy jobbá tegye a világot. Miután képtelen apja segítségére lenni, Rodney úgy dönt, a robotok metropoliszába, Robot Citybe veszi az irányt, hogy találkozzon Főpákával, gyermekkori példaképével. Odaérve azt tapasztalja, hogy hőse visszavonult a munkából, s az új vezető, Retesz, nem hajlandó alkatrészekkel ellátni a robotokat. Ehelyett vadonatúj modellek megvételére kényszeríti őket, s akik ezt nem engedhetik meg maguknak, azokra az ócskavassors vár. Rodney összefog a szórakozott Löksivel, húgával, Csövivel és barátaikkal, hogy visszahozzák Főpákát és segítsenek a robotnépességen.

## Szereplők
| Szereplő                    | Színész            | Magyar hang       |
| --------------------------- | ------------------ | ----------------- |
| Rodney Réztalp              | Ewan McGregor      | Lippai László     |
| Löksi                       | Robin Williams     | Mikó István       |
| Patina                      | Halle Berry        | Liptai Claudia    |
| Retesz                      | Greg Kinnear       | Kőszegi Ákos      |
| Főpáka                      | Mel Brooks         | Bodrogi Gyula     |
| Csövi                       | Amanda Bynes       | Judy              |
| Madame Gasket               | Jim Broadbent      | Dengyel Iván      |
| Mr. Réztalp                 | Stanley Tucci      | Haás Vander Péter |
| Mrs. Réztalp                | Dianne Wiest       | Andresz Kati      |
| Fáni néni                   | Jennifer Coolidge  | Orosz Anna        |
| Lug                         | Harland Williams   | Németh Gábor      |
| Tűzcsap                     | Jay Leno           | Németh Gábor      |
| Tim                         | Paul Giamatti      | Fekete Zoltán     |
| Mr. Gunk                    | Dan Hedaya         | Albert Péter      |
| Kurbli                      | Drew Carey         | Bebe              |
| Loretta                     | Natasha Lyonne     | Mics Ildikó       |
| Csákány Jack                | Alan Rosenberg     | Salinger Gábor    |
| Mr. Szimering               | Lowell Ganz        | Fehér Péter       |
| Rodney kisgyerekként        | Dylan Denton       | Morvay Bence      |
| Rodney 5 évesen             | Jansen Panettiere  | Morvay Gábor      |
| Rodney 10 évesen            | Crawford Wilson    | Jelinek Márk      |
| Rodney 12 évesen            | Will Denton        | Jelinek Márk      |
| Nagyszájú vezető            | Stephen Tobolowsky | N/A               |
| Forge                       | Stephen Tobolowsky | N/A               |
| Galambos hölgy              | Lucille Bliss      | N/A               |
| Hangdoboz a hardver-boltban | James Earl Jones   | Lázár Sándor      |
| Bádogember                  | Tim Nordquist      | Albert Gábor      |
| Postaláda                   | Al Roker           | Harmath Imre      |
| Lámpaoszlop                 | Marshall Efron     | Kajtár Róbert     |
| Mikrofon                    | Marshall Efron     | Kajtár Róbert     |
| Basszusdob                  | Marshall Efron     | Garamszegi Gábor  |
| WC-s robot                  | Marshall Efron     | Garamszegi Gábor  |
| Szemetes robot              | Brian McFadden     | Petrik Péter      |
| Letört karú robot           | Terry Bradshaw     | Holl János        |
| Vízadagoló                  | Jackie Hoffman     | N/A               |
| Szpíker                     | Damien Fahey       | N/A               |

## Fogadtatás
A film 36 millió dollárral nyitott az észak-amerikai mozipremierje alkalmával. Ez az összeg akkor enyhén csalódást keltett, hiszen a CGI-filmek mindegyike magas bevételt ért el korábban (Shrek 1-2 42 millió/108 millió, Jégkorszak 46 millió, Némó nyomában 70 millió, Cápamese 47 millió stb.) startjával. A Robotok végül 128,2 millióval zárta pályafutását, s nagyjából ugyanennyit gyűjtött a világ többi részén. Összbevétele így 260 millió dollárra rúg. Magyarországon kirívóan gyengén szerepelt az InterCom által forgalmazott film, az első hétvégét követően mindössze 15 ezren állt a nézőszáma.
A kritikai fogadtatás is felemásra sikeredett. A rottentomatoes.com-on 62%-ot érdemelt ki a Blue Sky filmje. Richard Roeper így nyilatkozott róla: „Nincs története. Érdekesen fest. Kedves, de egyáltalán nem vicces. A poénok nagyon fárasztóak.” Ezzel szemben a Wafflemovies.com szerint „aranyos, mókás, szívmelengető film nagyszerű vizuális effektekkel”.

## Érdekességek
- Ez volt az első film az Amerikai Egyesült Államokban, ami előtt vetítették a Star Wars III. – A Sith-ek bosszúja új előzetesét, illetve a Jégkorszak 2. – Az olvadás (akkor még csak Jégkorszak 2) exkluzív trailerét.
- A kis „Rivet Town” nevű várost a New York-i Watertown ihlette, a rendező Chris Wedge gyermekkori otthona.
- A filmet egyidejűleg IMAX mozikban is bemutatták.
- Közelről megfigyelve jelentős különbségeket fedezhetünk fel a tévében szereplő és a valós Főpáka között.
- Egy robotkutya hatszor tűnik fel a film folyamán: háromszor Robot Cityben és háromszor Rivet Townban.
- A filmet a Nickelodean Kid's Choice Awards kedvenc animációs film díjára jelölték 2006-ban, de az elismerést végül a Madagaszkár kapta.
- A film számos utalást tartalmaz más művekre, köztük az alábbiakra:
  - Óz, a csodák csodája
  - Ének az esőben
  - 2001: Űrodüsszeia
  - Csillagok háborúja
  - A sebhelyesarcú
  - A rettenthetetlen
  - Jégkorszak
  - Desperado
  - Petárda
  - Mátrix
  - Utcai tánc
  - A Gyűrűk Ura: A két torony

## Televíziós megjelenések
HBO, HBO 2, RTL Klub